# Reverotte
Die Reverotte ist ein Fluss in Frankreich, der im Département Doubs in der Region Bourgogne-Franche-Comté verläuft. Sie ist rund 12 km lang, fließt Richtung Nordosten und mündet in den Dessoubre.

## Geographie

### Verlauf

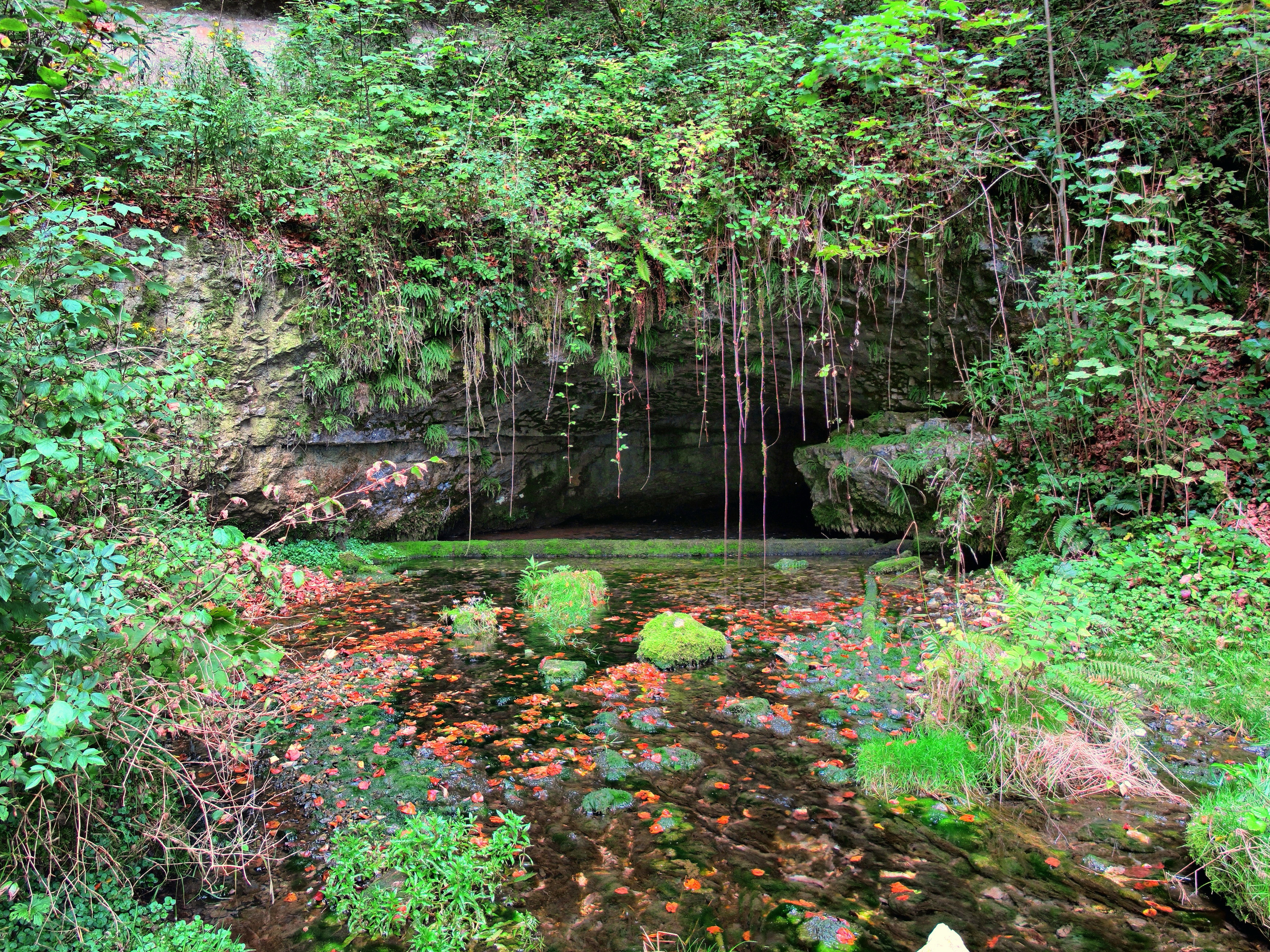
Die Source de la Reverotte

Die Reverotte entspringt im Gemeindegebiet nördlich von Loray einer Karstquelle. Sie liegt unweit der alten Mühle Martinvaux. Das Quellwasser entfließt dort einer kleinen Höhle unterhalb eines Felsens. Die Schüttung der Source de la Reverotte (dt. Quelle der Reverotte) schwankt stark.
Die Reverotte verläuft nach ihrer Quelle durch ein tief eingeschnittenes, teils unberührtes Tal, mit zahlreichen Felsen, Höhlen und Wasserfällen. Sie fließt Richtung Nordosten bis Osten, nimmt die Zuflüsse Ruisseau du Val und Gimenev auf und mündet beim Ort Gigot, an der Gemeindegrenze von Bretonvillers und Plaimbois-du-Miroir, als linker Nebenfluss in den Dessoubre.

### Zuflüsse
- Ruisseau du Val (links)
- Gimenev (rechts)

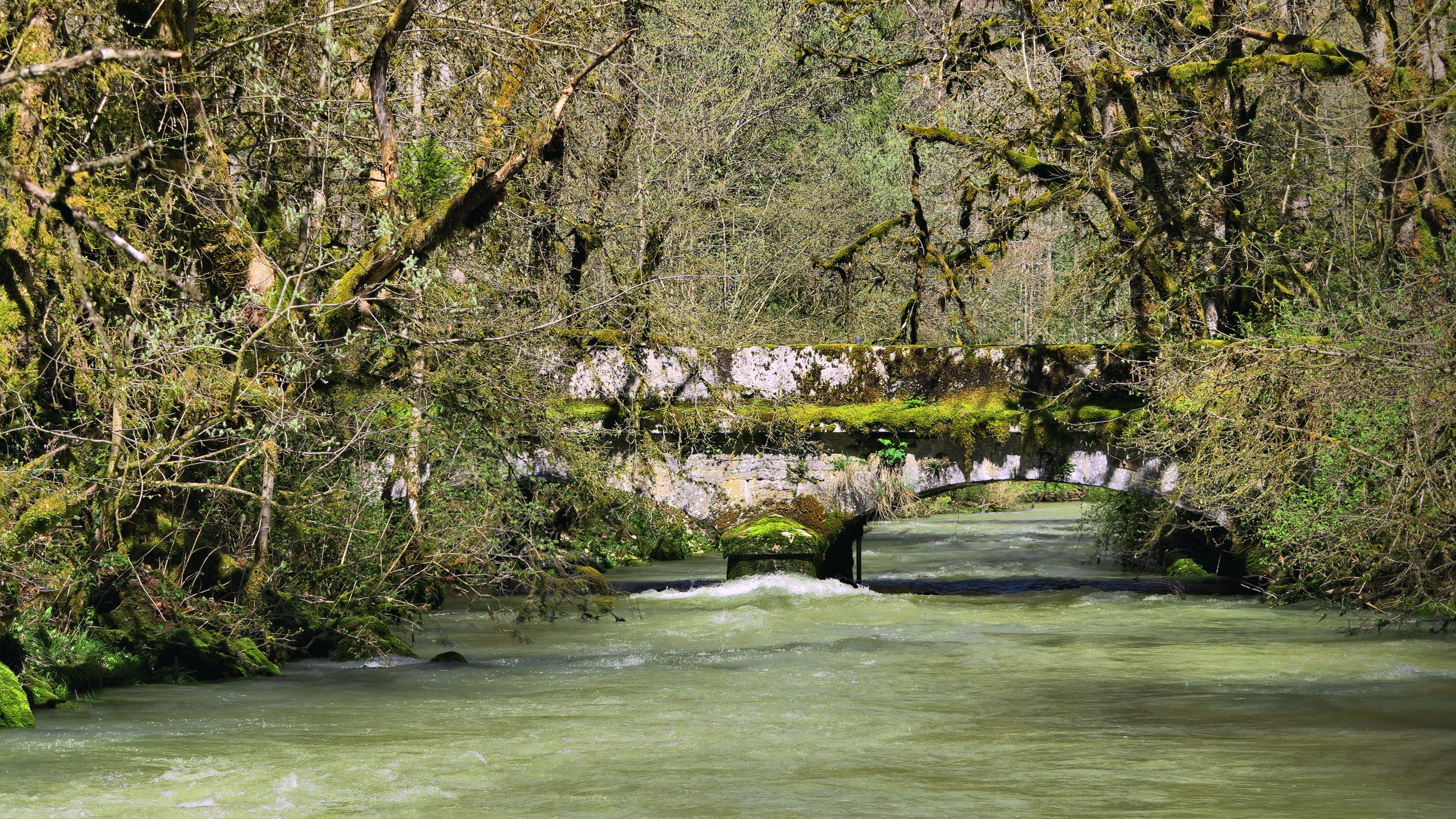
An der Brücke bei La Sommette (erhöhter Durchfluss)
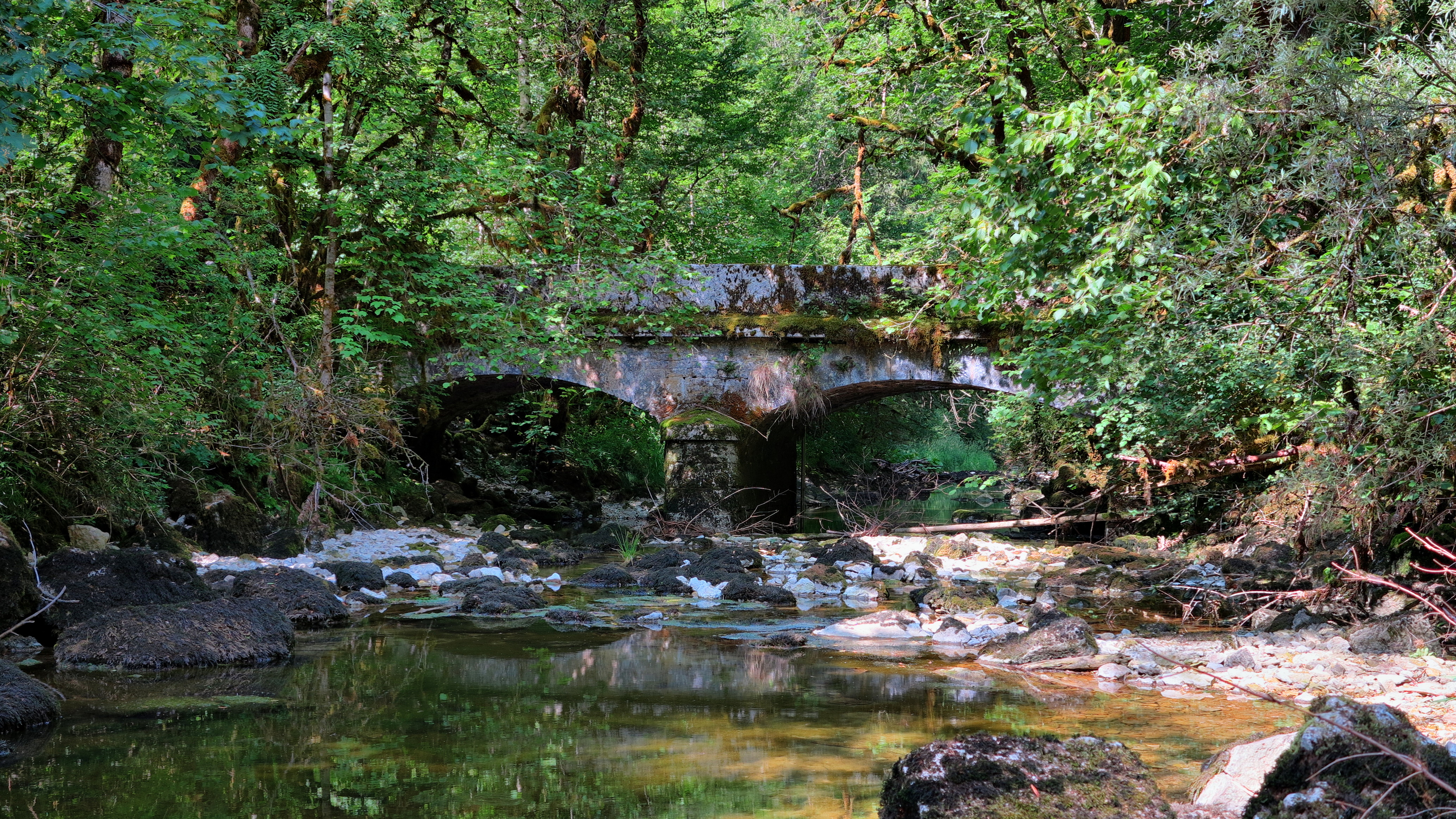
An der Brücke bei La Sommette (geringer Durchfluss)